# Nomenclaturas dentales
Las nomenclaturas dentales en odontología son utilizadas para ahorrar tiempo a la hora de referirnos a un diente concretamente. Se utilizan diferentes sistemas como una forma simple y efectiva de nombrar la dentición, tanto temporal como permanente.
Las nomenclaturas más conocidas son:

## Por nombre y ubicación
Se utiliza una frase compleja con el siguiente orden: nombre, ubicación y tipo. Así:
Nombres:
- Incisivo central
- Incisivo lateral
- Canino
- Primer premolar
- Segundo premolar
- Primer molar
- Segundo molar
- Tercer molar

Ubicación (cuadrantes):
- Superior derecho
- Superior izquierdo
- Inferior izquierdo
- Inferior derecho

Tipo:
- Permanente
- Temporal o deciduo

## Nomenclatura FDI o dígito 2, Internacional

Nomenclatura FDI-

La nomenclatura FDI es una de las nomenclaturas dentales.

### En dentición permanente
Para nombrar dientes permanentes se necesitan dos dígitos, separados por un punto, aunque algunos autores prefieren no separar los dígitos:
Primer dígito:
Las arcadas dentarias se dividen en cuatro cuadrantes siguiendo la línea media interincisal, quedando así cuatro cuadrantes (superior derecho, superior izquierdo, inferior izquierdo e inferior derecho). Los cuadrantes citados son:
- 1= Superior derecho
- 2= Superior izquierdo
- 3= Inferior izquierdo
- 4= Inferior derecho

Segundo dígito:
Hace referencia a las piezas que componen a la hemiarcada partiendo de la línea media. Se enumeran del 1 al 8:
- 1= Incisivo central
- 2= Incisivo lateral
- 3= Canino
- 4= Primer premolar
- 5= Segundo premolar
- 6= Primer molar
- 7= Segundo molar
- 8= Tercer molar

Por ejemplo: 2.4= Primer premolar superior izquierdo. También podría escribirse como 24.

### En dentición temporal
Los cuadrantes se enumeran del 5 al 8, continuando la permanente.
 Primer dígito 
- 5= Superior derecho
- 6= Superior izquierdo
- 7= Inferior izquierdo
- 8= Inferior derecho

 Segundo dígito 
En la dentición temporal no existen premolares ni terceros molares y por tanto:
- 1= Incisivo central
- 2= Incisivo lateral
- 3= Canino
- 4= Primer molar
- 5= Segundo molar

Por ejemplo: 7.4= primer molar temporal inferior izquierdo

## Nomenclatura universal de Palmer
El sistema de Nomenclatura universal de Palmer es uno de los sistemas de nomenclaturas dentales para identificar los distintos dientes. Es uno de los métodos antiguos y es aún usado por muchos odontólogos. El sistema se está tratando de cambiar por la nomenclatura FDI para universalizar los términos.[cita requerida]

### Dentición permanente
Se cuenta con números arábigos de derecha a izquierda, primero la arcada superior y luego la arcada inferior. De esta manera:
1. Tercer molar superior derecho
2. Segundo molar superior derecho
3. Primer molar superior derecho
4. Segundo premolar superior derecho
5. Primer premolar superior derecho
6. Canino superior derecho
7. Incisivo lateral superior derecho
8. Incisivo central superior derecho
9. Incisivo central superior izquierdo
10. Incisivo lateral superior izquierdo
11. Canino superior izquierdo
12. Primer premolar superior izquierdo
13. Segundo premolar superior izquierdo
14. Primer molar superior izquierdo
15. Segundo molar superior izquierdo
16. Tercer molar superior izquierdo
17. Tercer molar inferior izquierdo
18. Segundo molar inferior izquierdo
19. Primer molar inferior izquierdo
20. Segundo premolar inferior izquierdo
21. Primer premolar inferior izquierdo
22. Canino inferior izquierdo
23. Incisivo lateral inferior izquierdo
24. Incisivo central inferior izquierdo
25. Incisivo central inferior derecho
26. Incisivo lateral inferior derecho
27. Canino inferior derecho
28. Primer premolar inferior derecho
29. Segundo premolar inferior derecho
30. Primer molar inferior derecho
31. Segundo molar inferior derecho
32. Tercer molar inferior derecho

### Dentición temporal
Se hace lo mismo que la permanente pero con letras en vez de números, de derecha a izquierda: la arcada superior de la "A" a la "J", la inferior de la "K" a la "T". Así: Aclarando que es apropiado solo en niños
- A = Segundo molar superior derecho
- B = Primer molar superior derecho
- C = Canino superior derecho
- D = Incisivo lateral superior derecho
- E = Incisivo central superior derecho
- F = Incisivo central superior izquierdo
- G = Incisivo lateral superior izquierdo
- H = Canino superior izquierdo
- I = Primer molar superior izquierdo
- J = Segundo molar superior izquierdo
- K = Segundo molar inferior izquierdo
- L = Primer molar inferior izquierdo
- M = Canino inferior izquierdo
- N = Incisivo lateral inferior izquierdo
- O = Incisivo central inferior izquierdo
- P = Incisivo central inferior derecho
- Q = Incisivo lateral inferior derecho
- R = Canino inferior derecho
- S = Primer molar inferior derecho
- T = Segundo molar inferior derecho

## Método de Haderup o escrito a máquina
Es una variante del sistema de notación estadounidense, que utilizando la nomenclatura por cuadrantes o nomenclatura por cuadrantes de Zsigmondy (permanentes 1-8, deciduos a-e) utiliza los signos + y – para significar la arcada (+, superior y -, inferior).
El detalle con este sistema es que varios autores lo manejan de manera distinta, y crea mucha confusión, por ejemplo:
- El Dr. Diamond especifica en su Tratado de Anatomía Dental, que si el signo "+" o "-" se anteponía al número, indicaba que el diente era del lado derecho. Si se colocaba después de él, significaba que el diente era del lado izquierdo.
- El Dr. Rudolf Hotz utiliza los signos como el plano medio, que es el que determina el lado derecho y el lado izquierdo, así, indica que si el signo esta después del número, significa que el diente es del lado derecho, y si el signo se antepone es un diente del lado izquierdo.

Así podemos decir que "+3" para Diamond es el canino superior derecho, y para Hotz es del lado izquierdo.

## Nomenclatura continua
Consiste asignar un número o letra a cada pieza dental, de acuerdo al tipo de dentición (permanente o temporal)

### Dentición permanente
| Dentición permanente | Dentición permanente | Dentición permanente | Dentición permanente | Dentición permanente | Dentición permanente | Dentición permanente | Dentición permanente | Dentición permanente | Dentición permanente | Dentición permanente | Dentición permanente | Dentición permanente | Dentición permanente | Dentición permanente | Dentición permanente |
| Superior izquierdo   | Superior izquierdo   | Superior izquierdo   | Superior izquierdo   | Superior izquierdo   | Superior izquierdo   | Superior izquierdo   | Superior izquierdo   | Superior derecho     | Superior derecho     | Superior derecho     | Superior derecho     | Superior derecho     | Superior derecho     | Superior derecho     | Superior derecho     |
| -------------------- | -------------------- | -------------------- | -------------------- | -------------------- | -------------------- | -------------------- | -------------------- | -------------------- | -------------------- | -------------------- | -------------------- | -------------------- | -------------------- | -------------------- | -------------------- |
| 16                   | 15                   | 14                   | 13                   | 12                   | 11                   | 10                   | 9                    | 8                    | 7                    | 6                    | 5                    | 4                    | 3                    | 2                    | 1                    |
| 17                   | 18                   | 19                   | 20                   | 21                   | 22                   | 23                   | 24                   | 25                   | 26                   | 27                   | 28                   | 29                   | 30                   | 31                   | 32                   |
| Inferior izquierdo   | Inferior izquierdo   | Inferior izquierdo   | Inferior izquierdo   | Inferior izquierdo   | Inferior izquierdo   | Inferior izquierdo   | Inferior izquierdo   | Inferior derecho     | Inferior derecho     | Inferior derecho     | Inferior derecho     | Inferior derecho     | Inferior derecho     | Inferior derecho     | Inferior derecho     |

Nomenclatura universal (EE. UU.)

En Chile, se designan con números del 1 al 32, partiendo en la arcada superior, de derecha a izquierda y luego en la inferior, de derecha a izquierda. La nomenclatura estadounidense parte de la arcada superior, de derecha a izquierda y luego en la inferior, de izquierda a derecha.
Chile:
- 1 = Tercer molar superior derecho
- 2 = Segundo molar superior derecho
- 3 = Primer molar superior derecho
- 4 = Segundo premolar superior derecho
- 5 = Primer premolar superior derecho
- 6 = Canino superior derecho
- 7 = Incisivo lateral superior derecho
- 8 = Incisivo central superior derecho
- 9 = Incisivo central superior izquierdo
- 10 = Incisivo lateral superior izquierdo
- 11 = Canino superior izquierdo
- 12 = Primer premolar superior izquierdo
- 13 = Segundo premolar superior izquierdo
- 14 = Primer molar superior izquierdo
- 15 = Segundo molar superior izquierdo
- 16 = Tercer molar superior izquierdo
- 32 = Tercer molar inferior izquierdo
- 31 = Segundo molar inferior izquierdo
- 30 = Primer molar inferior izquierdo
- 29 = Segundo premolar inferior izquierdo
- 28 = Primer premolar inferior izquierdo
- 27 = Canino inferior izquierdo
- 26 = Incisivo lateral inferior izquierdo
- 25 = Incisivo central inferior izquierdo
- 24 = Incisivo central inferior derecho
- 23 = Incisivo lateral inferior derecho
- 22 = Canino inferior derecho
- 21 = Primer premolar inferior derecho
- 20 = Segundo premolar inferior derecho
- 19 = Primer molar inferior derecho
- 18 = Segundo molar inferior derecho
- 17 = Tercer molar inferior derecho

| Dentición permanente | Dentición permanente | Dentición permanente | Dentición permanente | Dentición permanente | Dentición permanente | Dentición permanente | Dentición permanente | Dentición permanente | Dentición permanente | Dentición permanente | Dentición permanente | Dentición permanente | Dentición permanente | Dentición permanente | Dentición permanente |
| Superior izquierdo   | Superior izquierdo   | Superior izquierdo   | Superior izquierdo   | Superior izquierdo   | Superior izquierdo   | Superior izquierdo   | Superior izquierdo   | Superior derecho     | Superior derecho     | Superior derecho     | Superior derecho     | Superior derecho     | Superior derecho     | Superior derecho     | Superior derecho     |
| -------------------- | -------------------- | -------------------- | -------------------- | -------------------- | -------------------- | -------------------- | -------------------- | -------------------- | -------------------- | -------------------- | -------------------- | -------------------- | -------------------- | -------------------- | -------------------- |
| 16                   | 15                   | 14                   | 13                   | 12                   | 11                   | 10                   | 9                    | 8                    | 7                    | 6                    | 5                    | 4                    | 3                    | 2                    | 1                    |
| 32                   | 31                   | 30                   | 29                   | 28                   | 27                   | 26                   | 25                   | 24                   | 23                   | 22                   | 21                   | 20                   | 19                   | 18                   | 17                   |
| Inferior izquierdo   | Inferior izquierdo   | Inferior izquierdo   | Inferior izquierdo   | Inferior izquierdo   | Inferior izquierdo   | Inferior izquierdo   | Inferior izquierdo   | Inferior derecho     | Inferior derecho     | Inferior derecho     | Inferior derecho     | Inferior derecho     | Inferior derecho     | Inferior derecho     | Inferior derecho     |

### Dentición temporal
Al igual que la permanente de derecha a izquierda, la arcada superior primero y luego la inferior de izquierda a derecha, pero en vez de usar números, se usan letras de la A a la T:
- A = Segundo molar superior derecho
- B = Primer molar superior derecho
- C = Canino superior derecho
- D = Incisivo lateral superior derecho
- E = Incisivo central superior derecho
- F = Incisivo central superior izquierdo
- G = Incisivo lateral superior Izquierdo
- H = Canino superior izquierdo
- I = Primer molar superior izquierdo
- J = Segundo molar superior izquierdo
- K = Segundo molar inferior izquierdo
- L = Primer molar inferior izquierdo
- M = Canino inferior izquierdo
- N = Incisivo lateral inferior izquierdo
- O = Incisivo central inferior izquierdo
- P = Incisivo central inferior derecho
- Q = Incisivo lateral inferior derecho
- R = Canino inferior derecho
- S = Primer molar inferior derecho
- T = Segundo molar inferior derecho

## Nomenclatura dental estadounidense
Utiliza las iniciales de los dientes (mayúsculas para los dientes permanentes, minúsculas para los caducos) seguidas de un número (si son primeros, segundos, etc) en superíndice o subíndice para indicar si el diente es superior o inferior. Además utiliza las letras L (left, izquierdo) o R (right, derecho) para indicar la hemiarcada. (ej: LP², segundo premolar izquierdo superior permanente)
- Datos: Q10627714
- Multimedia: Dental diagrams / Q10627714